# Schwester Selma
Selma Mayer (Hanóver, Alemania, 3 de febrero de 1884 - 5 de febrero de 1984), conocida como Schwester Selma (alemán: Sister Selma o Enfermera Selma), fue una enfermera israelí que fue jefa de enfermeras en el Hospital original de Shaare Zedek en la Calle Jaffa de Jerusalén durante casi 50 años. Durante muchos años fue la asistente principal del director fundador del hospital, el Dr. Moshe Wallach. Trabajando largas horas y con infraestructura limitada, entrenó y supervisó a todo el personal del hospital desde 1916 hasta la década de 1930, y fundó la Escuela de Enfermería Shaare Zedek en 1934. Nunca se casó y residió en una habitación en el hospital hasta su último día. En sus últimos años se hizo conocida como la "Florence Nightingale judía" por décadas de dedicación desinteresada al bienestar de los pacientes.

## Primeros años y educación
Selma Mayer nació el 3 de febrero de 1884 en Hanóver, Alemania, en el seno de una familia judía pobre. Su madre falleció durante el parto cuando Selma tenía cinco años, dejando cinco huérfanos pequeños. Selma escribió más tarde: "Debido a que perdí a mi madre muy temprano y tuve una juventud bastante difícil, creció en mí una fuerte necesidad de dar a las personas lo que tanto había echado de menos: el amor maternal y el amor por los seres humanos. Por eso elegí la profesión de enfermería".
En 1906 comenzó a trabajar como enfermera en el Hospital Salomon Heine en Hamburgo. Recibió formación práctica en los departamentos de medicina interna, cirugía, pediatría y obstetricia del hospital. En 1913, ella y otra enfermera aprobaron los exámenes de licencia de enfermería del gobierno, convirtiéndose en las primeras enfermeras judías en recibir un Diploma Estatal Alemán.

## Jefa de enfermeras

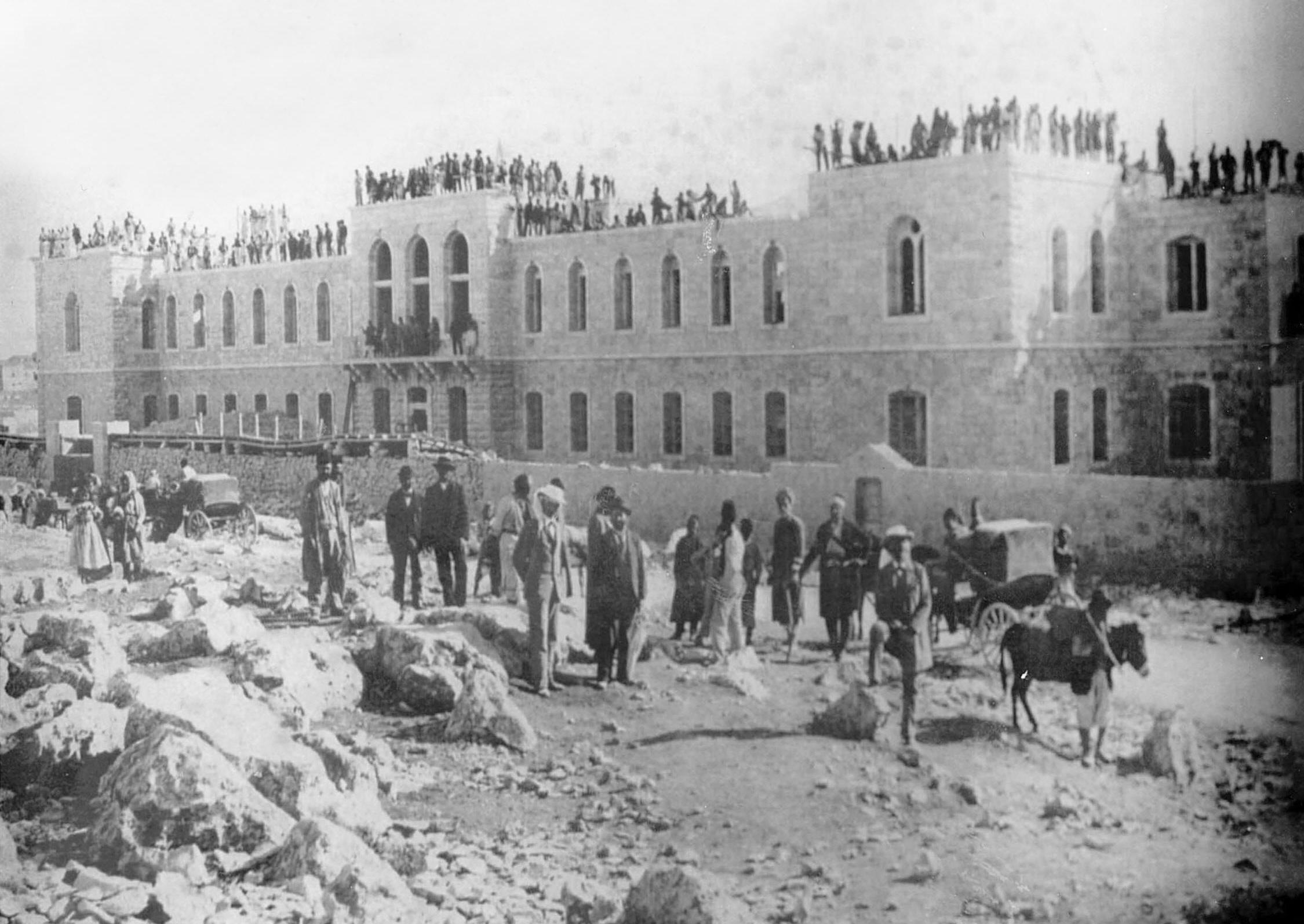
Hospital Shaare Zedek en construcción, circa 1901.

En 1890, el Comité Central con sede en Frankfurt para la Construcción de un Hospital Judío en Jerusalén envió al Dr. Moshe Wallach, un médico judío alemán, a Palestina para abrir un hospital judío. En 1902 abrió el Hospital Shaare Zedek en la Calle Jaffa, el primer hospital judío en la Ciudad Nueva. Wallach comenzó con dos enfermeras europeas capacitadas, Schwester Stybel y Schwester Van Gelder, pero una renunció debido a las "condiciones primitivas" que existían en Shaare Zedek en esos años y la otra huyó a Alemania durante la Primera Guerra Mundial. Necesitado urgentemente de una jefa de enfermeras, Wallach regresó a Europa en 1916, durante la Primera Guerra Mundial. Quedó impresionado con la estructura organizativa similar del Hospital Salomon Heine en Hamburgo, y le pidió a la jefa de enfermeras que podía prescindir de uno de sus empleados. Se recomendó a Selma Mayer, de 32 años, quien aceptó un contrato de tres años para cumplir con su servicio de guerra en Palestina.
Realizó un viaje en tren de cuatro semanas por Europa Central, Turquía y Damasco, Schwester Selma llegó a Shaare Zedek en diciembre de 1916. Varias semanas después, Jerusalén fue golpeada por una epidemia de tifus que duró un año, y la ciudad también sufrió de tifus y meningitis. El hospital de 40 camas, que añadió otras 110 camas para acomodar a los pacientes, fue inundado. El hospital reclutó trabajadores no capacitados, a quienes Schwester Selma equipó con "overoles y capuchas" para protegerlos de la infección; ordenó que todos los pacientes entrantes fueran lavados y afeitados en todo el cuerpo. Schwester Selma también introdujo estándares alemanes de enfermería en las salas, incluyendo uniformes blancos para todo el personal del hospital, cambio diario de uniformes y sábanas, y baño diario de todos los pacientes.
Mientras intentaba proporcionar un alto nivel de atención médica a judíos, cristianos y árabes, Shaare Zedek operaba sin electricidad, plomería interior, calefacción central o estufas de gas. Se usaban calentadores de queroseno para calentar el agua del baño, y lámparas de parafina se usaban en la sala de operaciones. Era difícil retener al personal debido a las condiciones de trabajo y a la naturaleza exigente y temperamental del Dr. Wallach. Sin embargo, Schwester Selma trabajó días de 18 horas, y esperaba que sus enfermeras y ayudantes mostraran la misma ética de trabajo.
Durante esa época, las enfermeras y comadronas del hospital recibían formación práctica. Schwester Selma entrenó y supervisó a todas las enfermeras, enfermeras de quirófano y comadronas del hospital, enseñando a las primeras cómo hacer una cama de hospital y a las segundas cómo poner pañales a los recién nacidos y envolver a los bebés. A veces también sustituía a las comadronas, que no vivían en las instalaciones. Durante muchos años, Schwester Selma fue la asistente derecha del Dr. Wallach en las áreas de curetajes uterinos, traqueotomías y circuncisiones rituales, lo acompañó en las visitas domiciliarias y lo sustituyó como director del hospital cuando él estaba ausente. De 1916 a 1930 también estuvo a cargo de los suministros y el mantenimiento de los edificios, y se aseguró de que el kashrut en la cocina cumpliera con los estrictos estándares del Dr. Wallach.
En las salas, cultivó un espíritu de cálido y personalizado cuidado del paciente que sigue siendo el modus operandi del hospital hasta el día de hoy. Constantemente recordaba a sus estudiantes: "Los que vienen a nosotros necesitan ayuda". Escribió en sus memorias: "Sobre todo, deberían recordar y nunca olvidar que hay que intentar todo al tratar con el paciente para causarle el menor dolor posible y no escatimar esfuerzos".
El contrato de Schwester Selma incluía vacaciones de tres meses en Alemania cada tres años, pero solo aprovechó esa cláusula dos veces, en 1922 y 1925. En 1927 le ofrecieron el puesto de jefa de enfermeras en la Institución Eidingen Stift, un hospital judío en Leipzig. Aunque consideró seriamente la oferta, el consejo de administración con sede en Frankfurt de Shaare Zedek la convenció de no marcharse, prometiéndole "apoyo por el resto de su vida".
Schwester Selma fue la única enfermera de quirófano de guardia durante la masacre de Hebrón de 1929. Un equipo de rescate logró evacuar a los heridos de Hebrón y llevarlos a los hospitales Shaare Zedek y Hadassah en Jerusalén. Especialistas de toda Jerusalén acudieron a Shaare Zedek para operar a los heridos, y Schwester Selma los asistió durante 23 horas sin descanso.
El Plan de Partición de Palestina de las Naciones Unidas de noviembre de 1947 fue anunciado durante sus dos semanas de vacaciones anuales, que pasó con amigos en Naharia. Inmediatamente después de la adopción de la resolución por parte de la Asamblea General de las Naciones Unidas, estalló la Guerra Civil de 1947-48 en Palestina, lo que llevó a un asedio árabe de Jerusalén. Deseando regresar a su puesto en el hospital, Schwester Selma pasó tres semanas solicitando la ayuda de las oficinas del gobierno del Mandato Británico, el gobierno entrante de Israel e incluso los líderes clandestinos. Finalmente, el ejército accedió a incluirla en uno de sus convoyes armados que suministraban alimentos y medicinas a la ciudad sitiada.
Durante la epidemia de poliomielitis en Israel a principios de la década de 1950, Shaare Zedek fue el único hospital en Jerusalén con una sala de aislamiento. Schwester Selma demostró una devoción incansable en la operación de las máquinas de pulmón de acero, enseñando y supervisando al personal no capacitado reclutado para trabajar en la sala.

## Escuela de Enfermería Shaare Zedek

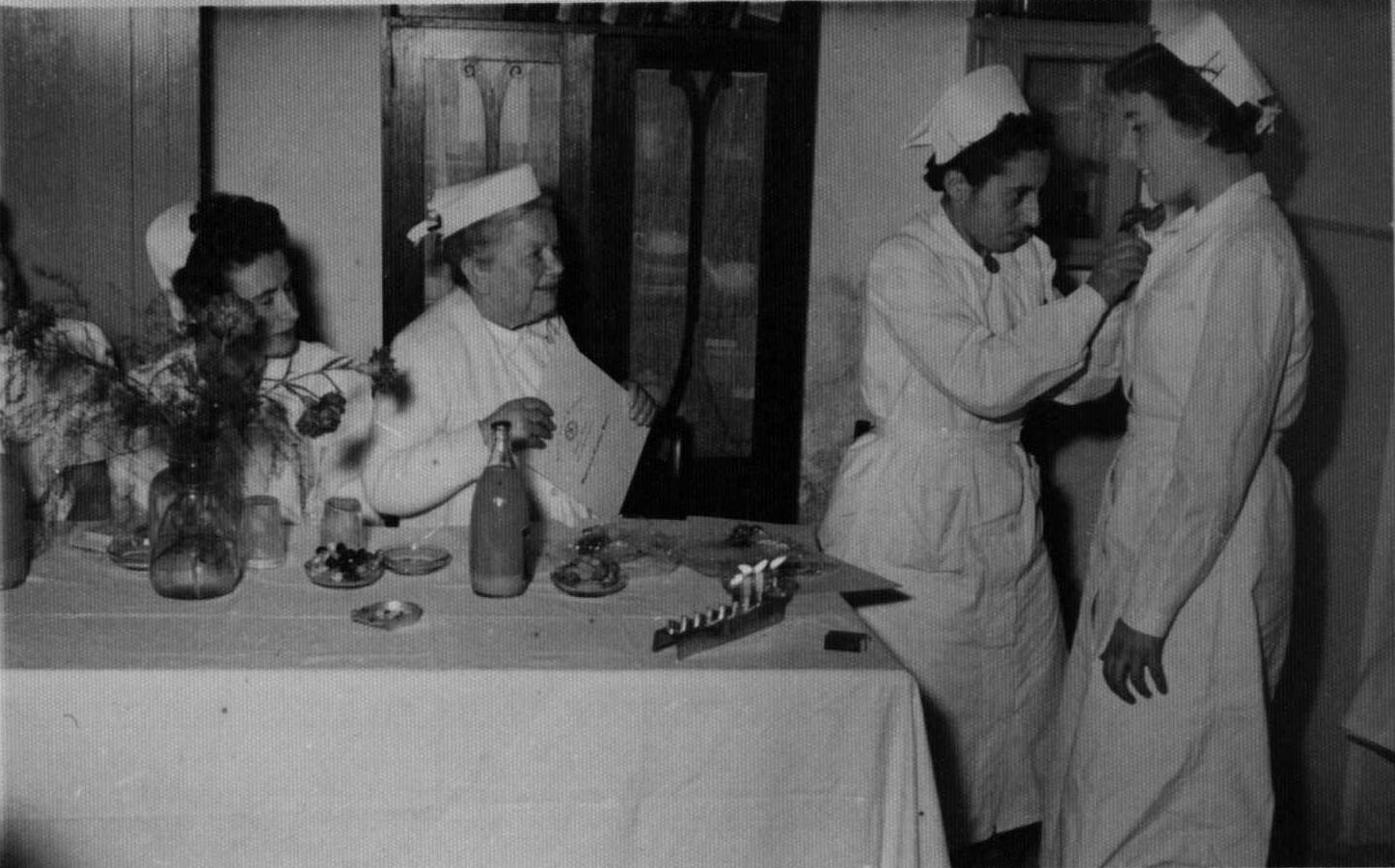
Una graduada de la escuela de enfermería recibe su pin de enfermera mientras Schwester Selma (segunda izquierda) observa, circa 1954.

En 1934, Schwester Selma fundó la Escuela de Enfermería Shaare Zedek. La idea inicialmente fue opuesta por el Dr. Wallach, quien temía que la escuela enfatizara la teoría sobre la enfermería práctica, pero el plan de estudios de Schwester Selma demostró lo contrario. Los exámenes después del curso de estudio de tres años fueron administrados por médicos del hospital gubernamental británico en Jerusalén. Schwester Selma impartió todas las clases prácticas de enfermería en los primeros años de la escuela. Después de su muerte, la escuela instituyó el Premio Schwester Selma, otorgado al graduado destacado de cada año.

## Vida personal
De baja estatura, con menos de 5 pies de altura, Schwester Selma era conocida por su bondad y su meticulosidad. Adoptó como su lema personal un poema del poeta indio Rabindranath Tagore, que mantenía en la pared de su habitación:
Dormí y soñé
que la vida era alegría.
Desperté y vi
que la vida era deber.
Actué y he aquí,
el deber era alegría.
Nunca se casó. Tanto ella como el Dr. Wallach, quien también nunca se casó, vivieron en habitaciones separadas dentro del hospital. A menudo recibía al personal y a los pacientes para charlar en su habitación escasamente amueblada, donde les servía tazas de té de menta.
Schwester Selma y el Dr. Wallach adoptaron a tres niñas que habían sido abandonadas en el hospital. Una de ellas fue Samoohah Calderon, cuya madre había fallecido y cuyo padre había sido reclutado en el ejército turco; los abuelos de la niña pidieron que la cuidaran. La segunda adoptada, Bolissa, les fue entregada por su padre, quien la llevó desde Siria; su madre falleció en el camino. Bolissa murió en el atentado de la calle Ben Yehuda de 1948. La tercera adoptada se llamaba Sarina. Las niñas crecieron en los terrenos del hospital y fueron enviadas a la escuela; una de ellas se convirtió en enfermera y otra en técnica dental.

## Premios y reconocimientos

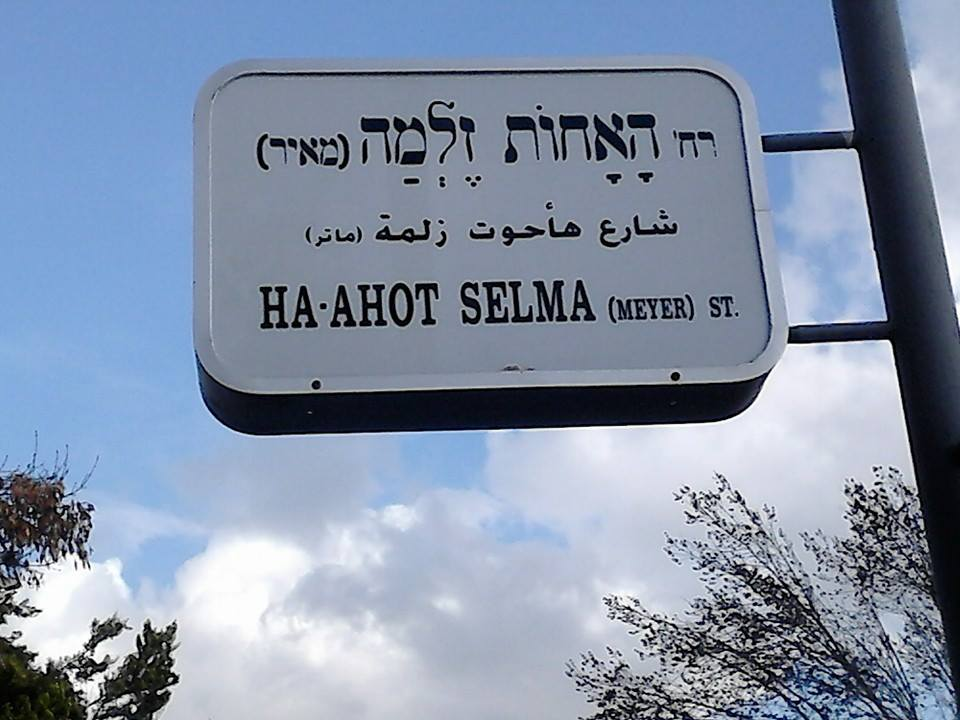
Calle de la Enfermera Selma en Jerusalén

En 1974, a la edad de 90 años, Schwester Selma fue nombrada "Digna de Jerusalén" por el alcalde de Jerusalén, Teddy Kollek. Un artículo de portada de Time el 29 de diciembre de 1975 la nombró una de las "santas vivientes" del mundo, en una lista que incluía a Madre Teresa, Hermana Annie, Dom Hélder Câmara y el Padre Matta El Meskeen. Numerosas publicaciones la llamaron la "Florence Nightingale judía" por décadas de dedicación desinteresada al bienestar de los pacientes.
Una vez, Schwester Selma recibió un anillo de diamantes de una sobreviviente del Holocausto cuya hermana le había entregado el valioso objeto antes de ser deportada, diciendo: "Si no regreso, dáselo a una persona que nunca se haya casado y que haya dedicado su vida a ayudar a los demás". Cuando la sobreviviente leyó sobre Schwester Selma en la prensa europea, le entregó el anillo.

## Vida posterior y muerte

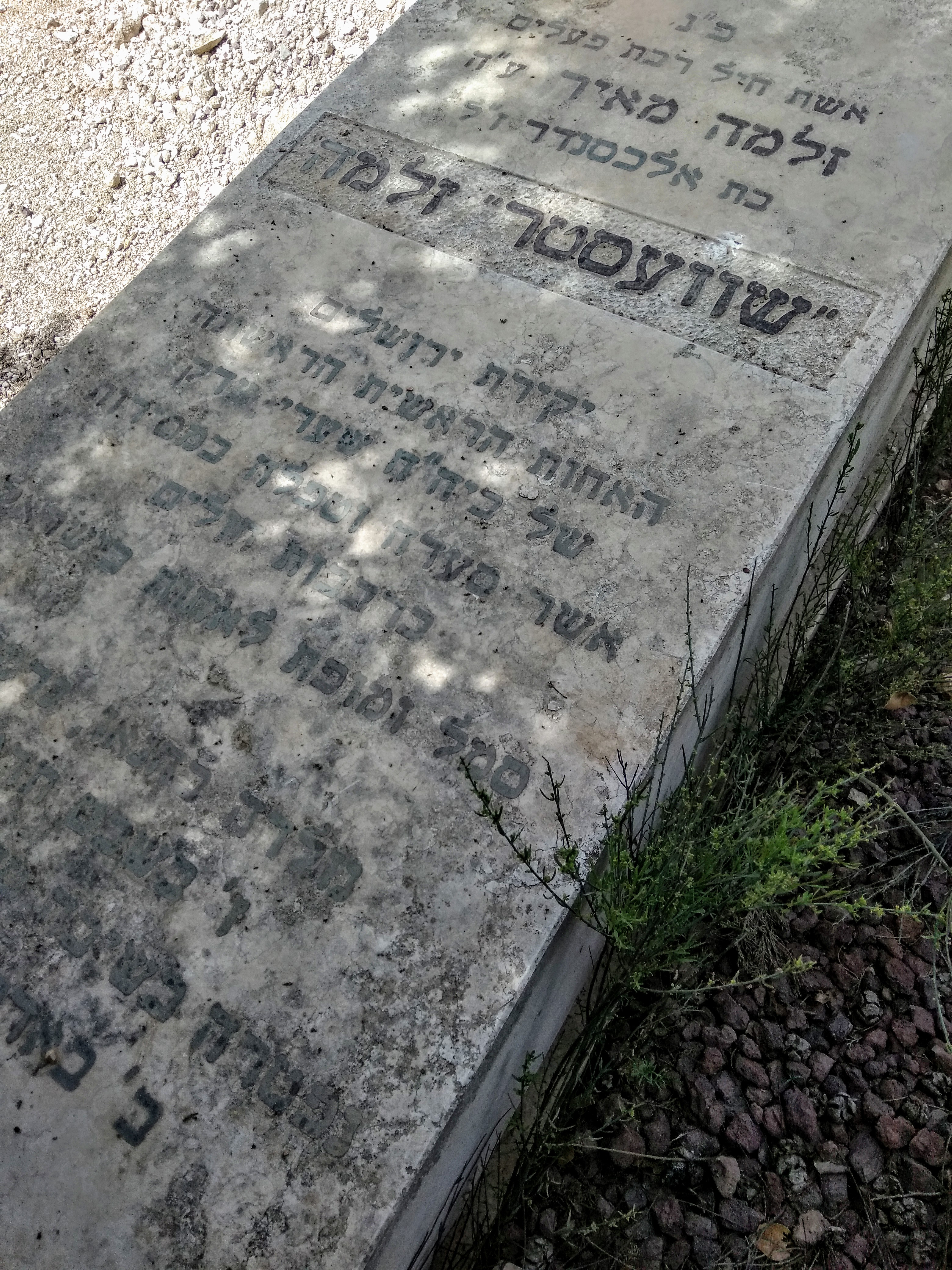
Tumba de Schwester Selma, Har Hamenuhot, Jerusalén

Schwester Selma continuó trabajando hasta sus ochenta años. Incluso a esa edad, no consideraba humillante recoger basura del suelo, recordándole a sus estudiantes que "no hay nada humillante en nuestro trabajo". En 1973, mientras se recuperaba de una operación de cataratas, dictó unas memorias cortas tituladas "Mein Leben und Erlebnisse im Shaare Zedek Spital" ("Mi vida y experiencias en el Hospital Shaare Zedek").
Cuando el hospital se trasladó a nuevas y más modernas instalaciones en el barrio de Bayit Vegan en 1980, Schwester Selma se mudó con él. Falleció el domingo 5 de febrero de 1984, dos días después de cumplir cien años – el mismo día en que estaba planeado un evento especial en su honor en el hospital.